# Sigismund-Helmut von Dawans
Sigismund-Helmut Konrad Alfred Felix Georg Ritter und Edler von Dawans (født 23. september 1899, død La Caine, 10. juni 1944) var en general i den tyske hær under 2. Verdenskrig og modtager af Deutsche Kreuz ordenen i guld den 26. august 1942.
Von Dawans blev dræbt under RAF's angreb på Panzer Gruppe Wests hovedkvarter i La Caine den 10. juni 1944.